# Hasabu El-Sagheer
Hasabu El-Sagheer (Jartum, Sudán; 1 de julio de 1947) es un exfutbolista de Sudán que jugó en la posición de extremo.

## Carrera

### Club
Jugó toda su carrera con el Burri SC de 1964 a 1974, con el que fue campeón nacional en 1968.

### Selección nacional
Jugó para Sudán en 40 ocasiones de 1965 a 1972 y anotó 11 goles; ganó la Copa Africana de Naciones 1970 y participó en los Juegos Olímpicos de Múnich 1972.

## Logros

### Club
- Primera División de Sudán (1): 1968

### Selección nacional
- Copa Africana de Naciones (1): 1970